# Тетры
Те́тры (англ. Tetras) — определение применимое для большой группы рыб, принадлежащих нескольким семействам в отряде харацинообразных. 

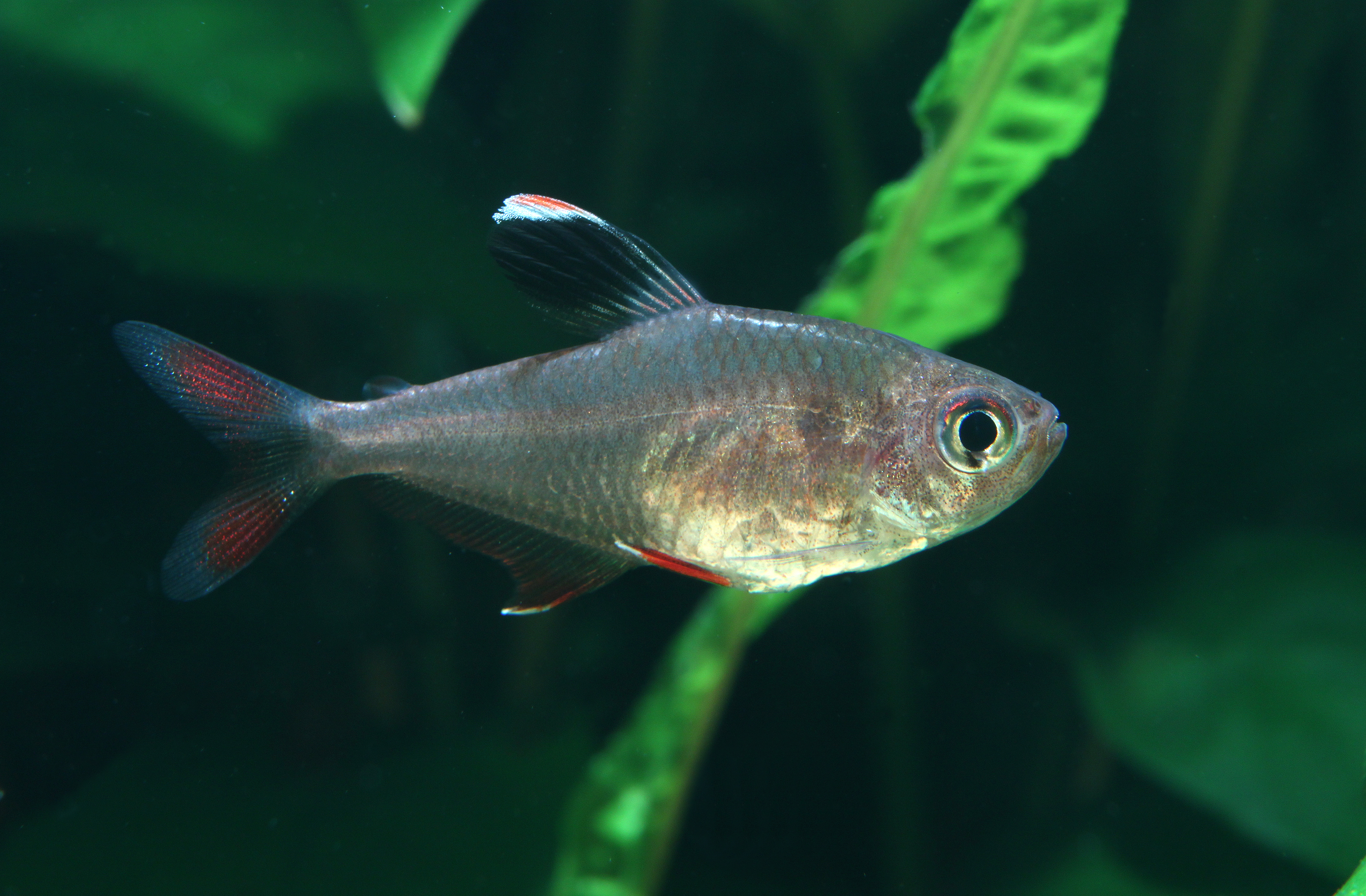
Тетра Hyphessobrycon bentosi

## Описание
Тетры — вторая по популярности разведения группа рыб в искусственных водоёмах после живородок. Данная группа рыб популярна благодаря яркой окраске, небольшому размеру, миролюбивости и интересного поведения. Как правило, ведут стайный образ жизни. Хорошо себя чувствуют в группе из 10 и более особей. При нахождении в группе не испытывают стресс.
Достигают размера — от 3 до 5 см и поэтому в условиях дикой природы являются добычей многих хищников. Тело большинства тетр сжато по бокам, их плавники расположены симметрично. В природном ареале обитания встречаются различных цветов и оттенков: неоновый, синий, красный, зелёный, чёрный и так далее. Благодаря привлекательности и популярности среди аквариумистов для удовлетворения спроса импортируется в основном из Южной Америки.
Продолжительность жизни неоновой тетры составляет около восьми лет, но она может варьироваться в зависимости от различных факторов, таких как: изменение климата, температуры окружающей среды, степени чистоты водоёма и других.

## Разновидности
Существует около 150 видов тетр и каждый из них по своему интересен. Некоторые из них: зеленая неоновая тетра, красноглазая тетра, лимонная тетра, синяя тетра, красная тетра, черная фантомная тетра, серебряная тетра, малая красная тетра, зеленая огненная тетра, рубиновая тетра, тетра Буэнос-Айреса, тетра императора, черная тетра, мексиканская тетра, тетра кровоточащего сердца, тетра пингвина, тетра клыка, тетра рентгена, тетра вампира, голубая тетра и другие.
Многие виды, как правило, имеют серебристый цвет тела, на котором появляются переливающиеся цвета. Цветовая гамма довольно разнообразна. Одними из самых ярких представителей являются: Неоны и Кардиналы. Плавники многих видов также имеют различную цветовую гамму зачастую с рисунками различных форм. На данный момент существует много видов коммерчески выращиваемых тетр, которые имеют разные цветовые морфы (как правило, альбиносы или золотые формы) или плавники (длинно- или короткоплавниковые разновидности).

## Среда обитания
Средой обитания в дикой природе для тетр являются тропические районы Амазонии, Западная Бразилия, Южная Америка, Юго-Восточная Колумбия, Перу, Центральная Америка и Африка. Эти рыбки предпочитают теплую воду.. Тетры живут в солоноватой или чёрной воде — воде окрашенной в темный цвет, вследствие накопления органических веществ, вымываемых из этих омертвевших растений. Растительные дубильные вещества и гуминовые вещества медленно разлагаются и буферизуют воду до уровня pH <7,0. В природной среде обитания экосистема имеет густую, тенистую растительность, что делает представителей данной группы тенелюбивыми.
Тетры обитают в водоёмах с незначительной кислотностью. Они способны выдерживать рН воды от 6 до 7,5. Представители данной группы рыб живут в тенистых местах с обилием растительности. Пагубными для них являются резкие и значительные изменениях в параметрах воды и окружающей среде.
На данный момент большинство видов тетр разводится в промышленных масштабах.

## Размножение
Самки тетр откладывают икру в большом количестве на субстрат в воде. Икра и мальки тетр светочувствительны, поэтому свет необходим рассеянный и приглушённый или полное его отсутствие. Нерест должен производиться в отдельном аквариуме из-за склонности некоторых видов поедать мальков. Мальки вылупляются через пару дней после откладывания икры.

## Содержание в аквариуме
Тетры являются одними из самых известных, а также одними из самых популярных пресноводных рыб для содержания в аквариумах и искусственных водоёмах по всему миру. Пресноводные тетры — очень просты в содержании в условиях аквариума.  Они способны выдерживать различные параметры воды. Одним из главных условий содержания данной группы является наличие стаи от 10 особей. В данном случае рыбы легче переносят стресс, менее подвержены болезням. Все тетры дружелюбны по своей природе и не причиняют никакого вреда другим обитателям аквариума. Температура содержания должна быть в пределах 20–28 °C. Обитают в средних и верхних слоях воды. Предпочтительной для них является мягкая и слегка кислая вода с жесткостью не более 10 dGH и pH от 6 до 7,5. Половые различия определяются исходя из размеров. Самки тетр, как правило, немного крупнее самцов с более круглым телом. Кроме того, у самцов на теле может быть прямая линия (в зависимости от разновидности), а у самок полоса более изогнутая.
В дикой природе очень выносливая рыба. Однако в неволе необходимо поддерживать стабильность экосистемы, поскольку у них могут развиваются смертельные заболевания. Необходима правильная фильтрация и аэрация в аквариуме. Большое количество водных растений даёт возможность укрываться и использовать их в качестве субстрата. Предпочтительно тусклое освещение аквариума.

## Питание
Тетры всеядны. В дикой природе в качестве пищи потребляют — водоросли, личинок, креветок и другую пищу.
Выращенные в неволе рыбы должны получать корм с высоким содержанием белка, что обеспечивает здоровую окраску и более долгую продолжительность жизни. Рекомендуется кормить сбалансированными высококачественными коммерческими кормами или замороженными кормами, такими как мотыль или замороженная артемия.